# 福井県道241号赤礁崎公園線
福井県道241号赤礁崎公園線（ふくいけんどう241ごう あかぐりさきこうえんせん）は福井県大飯郡おおい町内の国道と集落を結ぶ一般県道である。

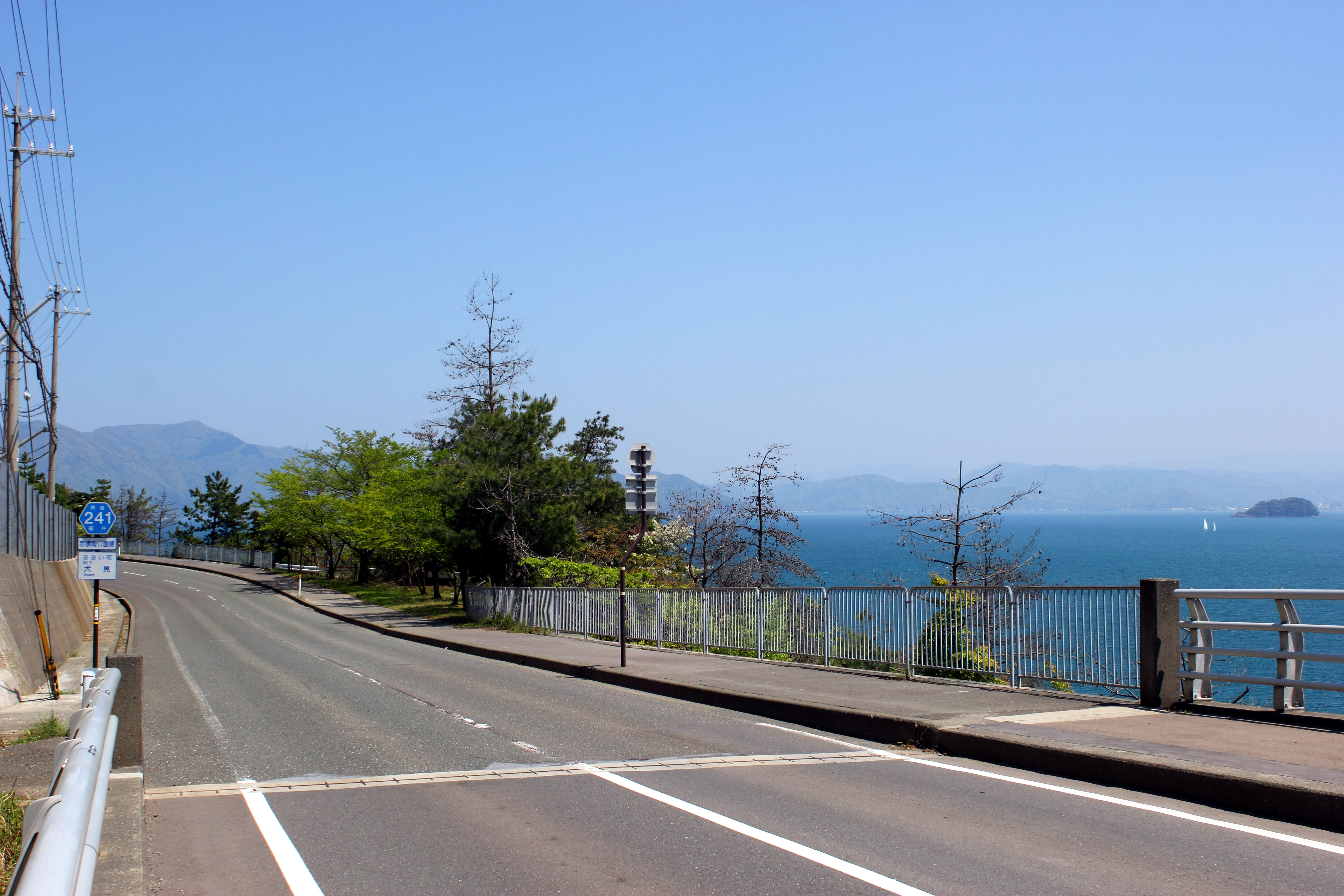
福井県道241号赤礁崎公園線 犬見付近

## 路線概要
起点付近の青戸の大橋は若狭湾の海上橋としては最大であり、一種の観光地ともなっている。終点の大島集落は大島半島の先端に位置する赤礁崎の根本にあり、この集落に至る道はこの県道241号を幹線とし支線が数本延びるのみである。さらにこの地域には大飯発電所があり、ここと国道を結ぶ役割も担っている。さらに附近に赤礁崎オートキャンプ場があり、ここと国道を結ぶ役割もなっている。かなり様々な役割を担っている県道といえるだろう。大島半島内にある集落はこの県道241号以外の道路を使うと必ず一度、大飯郡高浜町を経由しないとおおい町中心街に入ることが出来ない。
2020年（令和2年）3月26日に「新大島トンネル」が開通した。この新道ルートのうち、福井県道266号犬見崎和田線との重複区間は、現道である犬見崎和田線のみの標識等表示となっている。

### 路線データ
- 起点：福井県大飯郡おおい町本郷
- 終点：同町宮留[2]

## 接続路線
現道
- 国道27号（福井県道1号小浜綾部線重複）（おおい町本郷・青戸の大橋交差点、起点）
- 福井県道266号犬見崎和田線（おおい町犬見・犬見崎）
- 本路線新道（おおい町大島）

新道
- 福井県道266号犬見崎和田線（おおい町犬見・犬見崎、起点 -＜重複＞- おおい町犬見）
- 本路線現道（おおい町大島、終点）

## 沿線
- 青戸の大橋
- 大飯発電所
- 赤礁崎オートキャンプ場
- 小浜藩台場跡